# Pavol Bencz
Pavol Bencz [pavol benc] (25. června 1936 Jelšovce – 18. dubna 2012 Trenčín) byl slovenský fotbalista, československý reprezentant.

## Fotbalová kariéra
V československé reprezentaci sehrál jedno utkání (roku 1964 přátelský zápas proti Maďarsku). V letech 1960–1968 hrál za Jednotu Trenčín, na jaře 1969 za Žilinu, na podzim 1969 v Rakousku za First Vienna a poté v letech 1970–1973 v rakouském klubu WSG Radenthein. Kariéru ukončil v dresu Dubnice nad Váhom. V roce 1965 byl králem ligových střelců v československé lize.

## Ligová bilance
| Ročník                                   | Zápasy | Góly | Klub            |
| ---------------------------------------- | ------ | ---- | --------------- |
| 1. československá fotbalová liga 1960/61 | 21     | 12   | Jednota Trenčín |
| 1. československá fotbalová liga 1962/63 | 25     | 7    | Jednota Trenčín |
| 1. československá fotbalová liga 1963/64 | 26     | 5    | Jednota Trenčín |
| 1. československá fotbalová liga 1964/65 | 26     | 21   | Jednota Trenčín |
| 1. československá fotbalová liga 1965/66 | 25     | 11   | Jednota Trenčín |
| 1. československá fotbalová liga 1966/67 | 13     | 4    | Jednota Trenčín |
| 1. československá fotbalová liga 1967/68 | 20     | 10   | Jednota Trenčín |
| 1. československá fotbalová liga 1968/69 | 12     | 2    | Jednota Trenčín |
| 1. československá fotbalová liga 1968/69 | 13     | 10   | ZVL Žilina      |
| Rakouská fotbalová Bundesliga 1969/70    | -      | 7    | First Vienna    |
| Rakouská fotbalová Bundesliga 1970/71    | -      | 0    | WSG Radenthein  |
| CELKEM I. čs. liga                       | 182    | 82   |                 |
| CELKEM I. rak. liga                      | –      | 7    |                 |